# Mugikamo
Mugikamo är ett periodiskt vattendrag i Burundi.   Det ligger i provinsen Ruyigi, i den centrala delen av landet, 110 kilometer öster om huvudstaden Bujumbura.
Omgivningarna runt Mugikamo är en mosaik av jordbruksmark och naturlig växtlighet. Runt Mugikamo är det ganska tätbefolkat, med 207 invånare per kvadratkilometer.